# Hymenophyllum tomentosum
Hymenophyllum tomentosum là một loài thực vật có mạch trong họ Hymenophyllaceae. Loài này được Kunze miêu tả khoa học đầu tiên năm 1834.